# Pierre Paul Poilecot
Pierre Paul Poilecot (* 1950; † 21. Juni 2012 in Baillarguet) war ein französischer Ökologe und Botaniker. Sein offizielles botanisches Autorenkürzel lautet „Poilecot“.

## Leben und Werk
Poilecot lehrte an der Forstschule von Bouaké (Elfenbeinküste), arbeitete später im Rahmen des MAB-UNESCO-Projektes für den Comoé-Nationalpark und war Leiter des Herbariums des CIRAD in Montpellier (ALF). Poilecot veröffentlichte zahlreiche Artikel in Fachzeitschriften, darunter viele Arbeiten zu afrikanischen Nationalparks und Bestimmungswerke für afrikanische Gräser. Er starb im Alter von 62 Jahren an einem Herzinfarkt in Baillarguet bei Montpellier.